# Castello di Aymavilles
Das Castello di Aymavilles (französisch Château d'Aymavilles) ist heute ein charakteristisches Herrenhaus in der italienischen Gemeinde Aymavilles im Aostatal.
Der quadratische Bau entstand auf einem Moränenhügel und hat heute vier zylindrischen Ecktürme mit Zinnen und Konsolen.
Seit 2004 wird das Haus Restaurierungsarbeiten unterzogen, und im Mai 2022 wieder geöffnet.

## Geschichte

### Die Ursprünge
Die Höhenburg sitzt auf einem Moränenhügel, der zur Dora Baltea (frz. Doire baltée) hin abfällt, und somit in einer optimalen Lage zur Beobachtung und Kontrolle des Weges durch das mittlere Tal, durch das die römische Handelsstraße nach Gallien (frz.: Route consulaire des Gaules) verläuft, die die Städte Mediolanum (dt.: Mailand) und Lugdunum (dt.: Lyon) verband und darüber hinaus zum Cognetal führte, in dem Marmor abgebaut wurde.
Die ersten Spuren des Gebäudes stammen aus dem Jahr 1287. Dieses unterschied sich deutlich vom heutigen Bau; es ähnelte eher einem festen Haus, vergleichbar etwa der Burg Écours in La Salle oder der Burg La Mothe in Arvier.
Das Gebäude war außerdem von einer Ringmauer nach dem Modell der Burg Cly oder der Burg Graines zur Verteidigung der Bevölkerung bei Gefahr umgeben.

### Die Burg der Challants
1354 verlehnten die Grafen von Savoyen die Burg an einen Zweig der Challants, die sich in der Folge „Challants-Aymavilles“ nannten. Es wurde ein Stockwerk aufgesetzt und im Westen ein Donjon angebaut. Aymon de Challant ordnete den Bau einer zweiten Ringmauer, eines Burggrabens und einer Zugbrücke an.
Anfang des 15. Jahrhunderts wurden auf Geheiß von Amédée de Challant vier Türme mit Zinnen und Konsolen angebaut; zwei davon sind mit guelfischen Motiven verziert, zwei mit ghibellinischen. Diese Türme, die sich in ihren Dimensionen leicht unterscheiden, sind mit einem System von Galerien und Loggien miteinander verbunden und mit Tourellen zur Verteidigung auf der Ringmauer versehen. Diese Türme, die auch bei den aufeinanderfolgenden Umbauten erhalten blieben, sollten den einzigartigen Anblick der Burg charakterisieren. Sie wurden aus Tuff und Travertin errichtet.
An das Hauptgebäude angebaut gibt es bis heute ein kleines Gebäude mit traditionellem Steindach, in dem einst die Stallungen untergebracht waren.
1728 wurden auf Geheiß des Barons Joseph-Félix de Challant die äußeren Befestigungen abgerissen und die Burg, die seit dieser Zeit praktisch nicht mehr verändert wurde, wurde zu einem Herrenhaus mit Park, einer Monumentaltreppe am Eingang und einem großen Springbrunnen. Im Auftrag von Joseph-Félix de Challant wurden auch die barocken Loggien zwischen den Türmen angelegt. All diese letzten Umbauten verwandelten das Gebäude im Rokokostil, der heute noch vorherrscht.
Am 18. Oktober 1804 starb in dem Schloss Maurice-Philippe de Challant-Châtillon im Alter von sieben Jahren; dies war der letzte männliche Abkömmling der Familie Challant.

### Das Schloss im 19. Jahrhundert
Nach diesem Ereignis wurde das Schloss nacheinander an verschiedene private Käufer verkauft. Zu den ersten gehörten der Graf Clemente Asinai Verasis di Castiglione im Jahre 1870; ihm folgte 1882 der Senator Giovanni Bombrini. In dieser Zeit wurden an den Decken des Schlosses zwei Tafeln mit der Mutter Gottes und dem Erzengel Gabriel entdeckt.

### Das Schloss als Museum (vom 20. Jahrhundert bis heute)
1970 kaufte schließlich die Republik Italien das Schloss und 2019 ging es in den Besitz der Regionalverwaltung über. Letztere begann ab 2004 mit der Projektierung einer Reihe von Restaurierungsarbeiten mit den Zielen der Erhaltung des Anwesens, der Schaffung einer musealen Nutzung und der Wiedereröffnung für die Öffentlichkeit zu touristischen Zwecken. Diese Arbeiten begannen offiziell im Mai 2013, waren im Mai 2019 noch im Gange und werden zur Überholung des gesamten architektonischen Komplexes durchgeführt, der aus folgenden Teilen besteht: das Hauptgebäude, also das Schloss, das kleinere, bäuerliche Gebäude namens „Grandze“ (frp. für Scheune), dem Gestüt und dem großen Park, der mithilfe von Terrassen angelegt wurde.
Die komplexen Eingriffe haben zur Analyse der archäologischen, architektonischen, dekorativen Phasen, vor allen Dingen an den Fassaden, geführt, um die Epochen der einzelnen Baukörper zu identifizieren und besonders die älteren Phasen der Burg. In dieser Hinsicht wurden stratigraphische Analysen über die dekorierten Innenputze nach ihrer Konsolidierung durchgeführt, um die Entwicklung ihrer einzelnen Phasen zu verstehen.
Im Februar 2018 versprach der Regionalassessor für Bildung und Kultur der Region Aostatal das Ende der Arbeiten im Juni desselben Jahres und die vermutliche Wiedereröffnung des Anwesens für die touristische Sommersaison 2019. Im Januar 2020 hatte sich dieser Zeitplan allerdings nicht bestätigt, was die Forderung nach einem endgültigen Öffnungstermin hervorrief, der vermutlich im Sommer desselben Jahres liegen sollte. Im Laufe des März 2018 wurde das Anwesen darüber hinaus außerplanmäßig für zwei Tage des FAI im Frühjahr geöffnet. Nachdem sich zeigte, dass diese Öffnung mit Blick auf die Besucherzahlen ein bemerkenswerter Erfolg war, wurde eine neue, auf drei Wochen verlängerte Öffnungsphase im August desselben Jahres im Rahmen der Veranstaltungsreihe „Châteaux Ouverts“ angekündigt, die weitere 15.000 Besucher erbrachte. 

Nach Abschluss der langwierigen Restaurierungsarbeiten ist das Schloss nunmehr seit 2022 durchgängig für die Öffentlichkeit zugänglich. In dem Museum, das in einigen Sälen des Schlosses untergebracht ist, sind Sammlungen aus dem 19. Jahrhundert und Teile der imposanten Sammlung der Académie Saint-Anselme zu sehen. Überdies ist die Burganlage von einem hübschen Park umgeben, von dem aus man wunderbare Ausblicke in Aostatal und auf die Berge hat. Im Sommer wird er zudem des Öfteren für kulturelle Veranstaltungen genutzt.

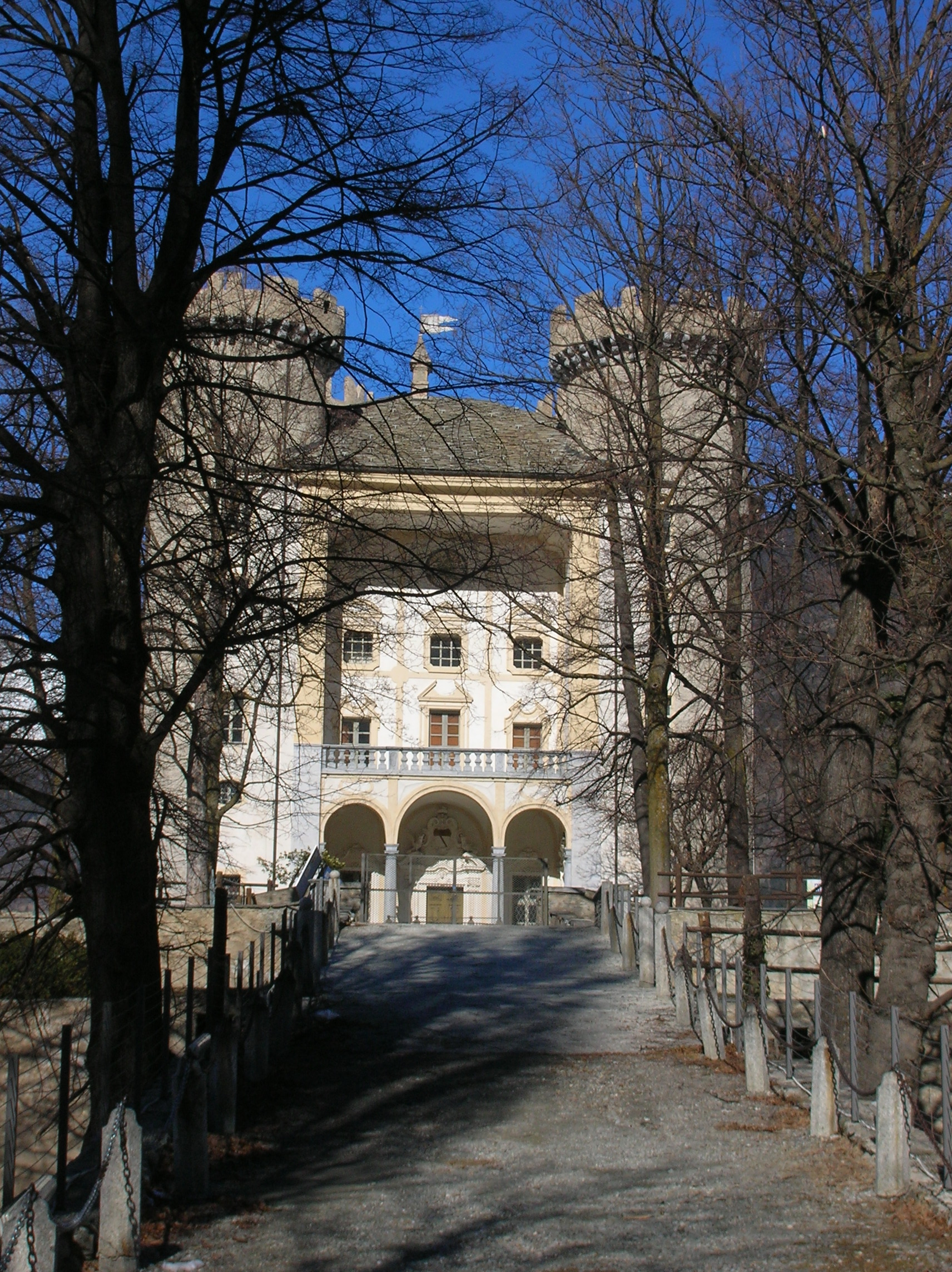
Zugangsallee
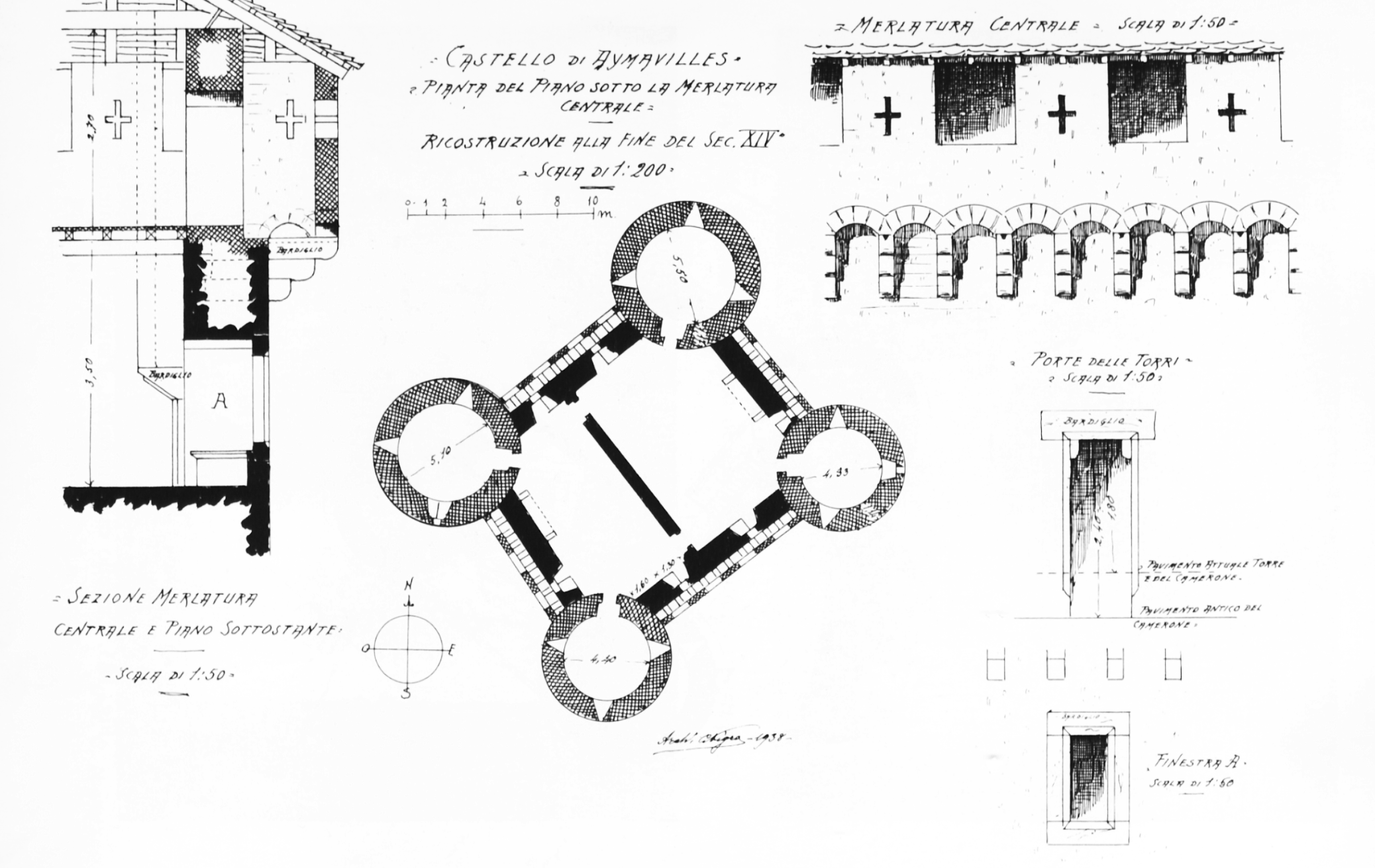
Grundriss des Geschosses unter der Zinnenebene (Carlo Nigra)
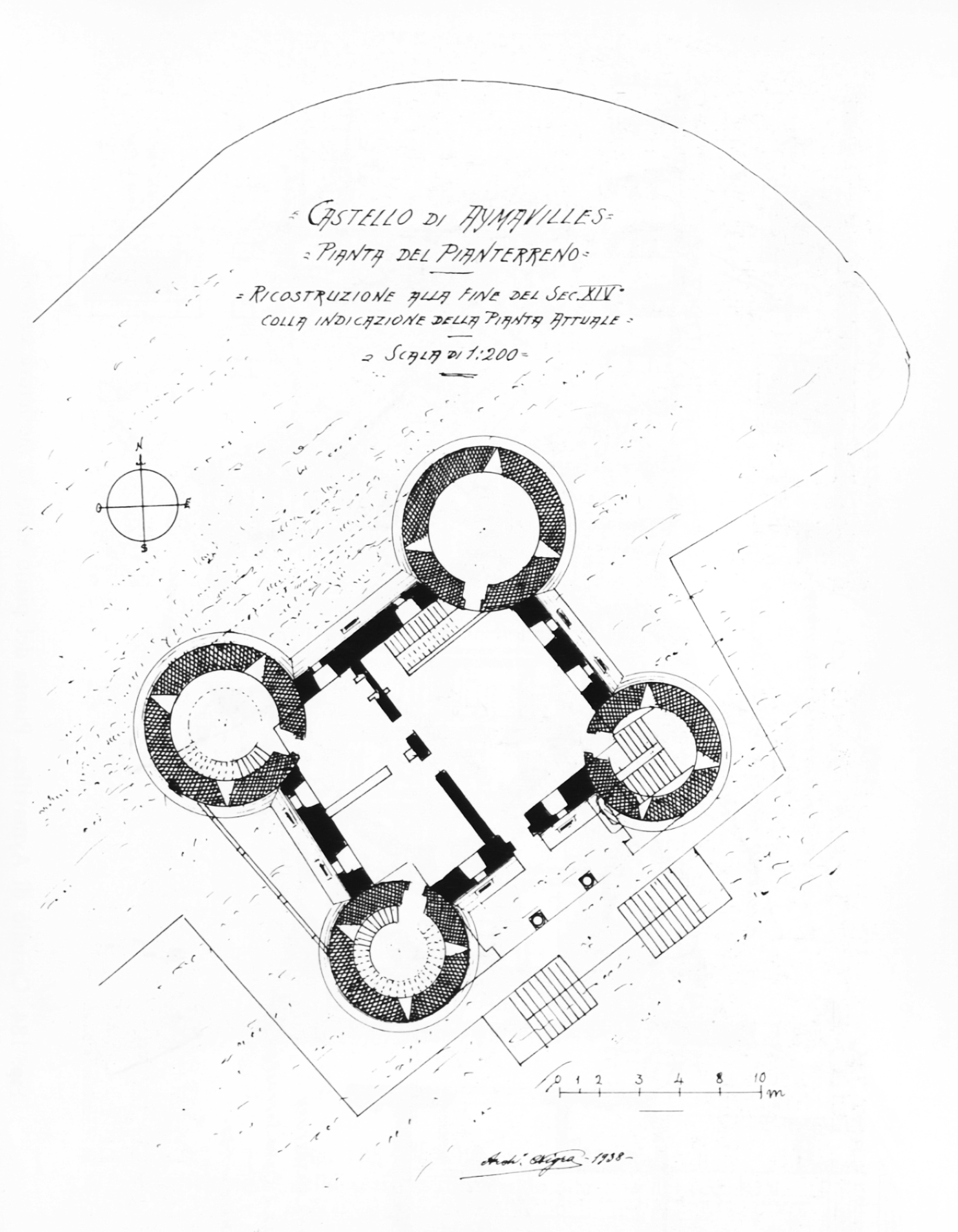
Grundriss des Erdgeschosses (Carlo Nigra)

## Gebiet von gemeinschaftlicher Bedeutung
Das Schloss und die stillgelegten Minen von Aymavilles, die sich über eine Fläche von 1,6 Hektar erstrecken, wurden als Gebiet von gemeinschaftlicher Bedeutung mit dem Code SIC IT1205034 anerkannt.